# Tom White (Schiedsrichter)
Tom White (* im 20. Jahrhundert) ist ein ehemaliger US-amerikanischer Schiedsrichter im American Football, der von der Saison 1983 bis 1986 in der United States Football League und von der Saison 1989 bis 2005 in der NFL tätig war. Er trug die Uniform mit der Nummer 123.

## Karriere

### Professionelle Footballligen
Bevor er in der NFL Schiedsrichter wurde, war er in der NFL Europe tätig. U. a. leitete er den World Bowl '95.

### National Football League
Im Anschluss begann White im Jahr 1989 seine NFL-Laufbahn als Head Linesman. Nachdem die Schiedsrichter Ben Dreith und Fred Wyant auf die Position des Line Judge versetzt wurden, wurde er zur NFL-Saison 1990 zum Hauptschiedsrichter ernannt.
Er leitete die Pro Bowls 1996 und 2000.